# Peter Kremský
Peter Kremský (ur. 14 lipca 1968) – analityk ekonomiczny, menadżer i polityk słowacki, poseł do Rady Narodowej z ramienia partii Zwyczajni Ludzie i Niezależne Osobistości wybrany w wyborach parlamentarnych w 2020 roku. W parlamencie pełni funkcję przewodniczącego komisji spraw gospodarczych.